# 경비로봇
경비로봇(영어:Sentry Bot)은 스타크래프트 2 종족인 테란의 유닛이다. 군수공장에서 생산이 가능하다. 

## 특징
경비로봇은 스타크래프트 2에서 새롭게 추가된 유닛으로 스타크래프트 2의 캠페인과 협동전에서만 등장하는 유닛이다. 경비로봇의 영어 이름인 Sentry Bot을 한글로 그대로 음역하면 센트리 봇이 된다. 경비로봇은 군단의 심장에서 우모자 보호령이 처음으로 사용하게 된 유닛이며 튜토리얼에선 해병의 전투 상대로도 등장하는 유닛이다. 경비로봇은 메카닉 테란의 유닛이 되고 테란의 지상군에서 화력 보조 역할을 주로 하는 유닛이 된다. 경비로봇을 생산하는데 필요한 선행 건물의 조건은 군수공장에 애드온된 기술실이다. 경비로봇을 생산하는데 필요한 자원, 인구수, 생산 시간은 광물:50, 인구수:1, 생산 시간:15초이다. 유닛의 능력치는 체력:50, 기본 방어력:1, 지대지 지상 공격력:6의 능력치를 가지고 있다. 경비로봇은 지대공 공격이 안되기 때문에 적이 공대지 공중 유닛으로 대응한다면 골리앗과 같이 지대공이 되는 지상 유닛이나 공대공 공중 유닛으로 반드시 호위해야 한다. 경비로봇은 A.R.E.S.를 재활용한 유닛이기도 하며 A.R.E.S.와는 체력은 약한 편이기 때문에 다른 테란 아군 지상 유닛들과의 조합을 잘해야하는 유닛이 된다.

## 같이 보기
- 스타크래프트
- 테란